# Чеховский, Владимир Моисеевич
Влади́мир Моисе́евич Чехо́вский (укр. Володимир Мусійович Чехівський) (19 июля 1876, село Гороховатка Киевского уезда Киевской губернии — 3 ноября 1937, урочище Сандармох, Карелия) — украинский политический и религиозный деятель, социал-демократ, председатель Совета народных министров Директории УНР с декабря 1918 по февраль 1919.

## Семья и образование
Родился в семье священника. Учился в семинарии. Окончил Киевскую духовную академию (1900) со степенью кандидата богословия. Затем сдал при университете экзамен на учителя гимназии. Во время учёбы в академии входил (с 1897) в состав студенческого кружка украинских социал-демократов-«драгомановцев». Магистр богословия (1905).

## Преподаватель и политик
В 1901—1904 — помощник инспектора Каменец-Подольской духовной семинарии, с 1904 — Киевской духовной семинарии (переведён с предупреждением за украинофильские взгляды). В 1905—1906 — учитель русского языка в Черкасском духовном училище, учитель истории литературы и теории словесности в Черкасской мужской гимназии. В 1902—1904 — член Революционной украинской партии, затем, до конца января 1919, был членом Украинской социал-демократической рабочей партии (УСДРП). За участие в революционной деятельности в 1906 был выслан в Вологду, но в 1907 вернулся в Киев. В 1908—1917 жил в Одессе, где преподавал в гимназии, коммерческом и техническом училищах. Находился под гласным надзором полиции. Активно участвовал в деятельности Украинской громады и общества «Просвита». С 1915 был членом одесской масонской ложи «Звезда востока», входившей в состав парамасонской организации Великий восток народов России.

## Деятельность в 1917—1919
После Февральской революции 1917 стал редактором газеты «Украинское слово», выходившей в Одессе, возглавил Одесский комитет УСДРП и (с апреля 1917) был членом Украинской рады от Одессы. С мая 1917 — окружной инспектор Одесского школьного совета, возглавлял Одесский филиал Всеукраинского учительского союза. С лета 1917 — гласный Одесской городской думы от украинских партий. Возглавлял Херсонский губернский совет объединенных гражданских организаций, а в октябре-ноябре 1917 — Одесский революционный комитет. С ноября 1917 — политический комиссар Одессы и губернский комиссар просвещения Херсонщины. В ноябре 1917 был избран членом Всероссийского учредительного собрания (по списку украинских социал-демократов, от Одессы). В начале 1918 был избран членом ЦК УСДРП. С апреля 1918 — директор департамента исповеданий с правами товарища министра в правительстве УНР.
Во время правления гетмана Павла Скоропадского продолжал работать в министерстве исповеданий (в качестве директором департамента общих дел), занимался партийной работой в УСДРП, был членом Национального союза, находившегося в оппозиции к Скоропадскому и одним из инициаторов создания Директории УНР.
Во время восстания против гетманского режима в декабре 1918 возглавил Украинский революционный комитет. С 26 декабря 1918 по 13 февраля 1919 — председатель Совета министров и министр иностранных дел УНР. Во время его премьерства, 22 января 1919, был провозглашён универсал об объединении УНР и Западно-Украинской народной республики (ЗУНР) в соборную (единую) Украину (так называемый «Акт Злуки» — «Акт соединения»). 1 января 1919 правительство УНР одобрило законы о государственном языке Украины (украинском) и об автокефалии Украинской православной церкви, утверждённые затем Директорией. 5 января оно одобрило земельный закон, утверждённый Директорией 8 января.
Придерживался левых политических взглядов, выступал за компромисс с большевиками, был противником соглашения с Антантой — в этих вопросах его позиция была близка к точке зрения Владимира Винниченко. Очень мало влиял на деятельность армии УНР. По словам бывшего министра исповеданий при Скоропадском Василия Зеньковского, в первый же день появления войск УНР в Киеве в декабре 1918

я получил неожиданно записку от Чеховского…, который оказался ныне премьер-министром при Директории… Чеховский предупреждал меня, чтобы я первые дни не ночевал дома, что вообще мне ничего бояться не следует, но в первые дни нужно беречься. Я был тронут заботливостью нового премьера обо мне — тронут, что в первый же день вступления во власть он вспомнил обо мне. А вместе с тем как-то сразу почувствовал все бессилие новой власти, раз премьер-министру приходилось рекомендовать мне «не ночевать дома». Очевидно, «полнотой» власти он не обладал.

Срыв попытки договориться с большевиками, успешное наступление Красной Армии и стремление руководства УНР в лице Симона Петлюры выступить с совместными действиями с французскими интервентами привели к тому, что в феврале 1919 правительство Чеховского ушло в отставку. После этого Чеховский находился в оппозиции к Симону Петлюре, весной 1919 был одним из организаторов Трудового конгресса в Каменец-Подольском, подвергшем критике политику украинской власти с левых позиций.

## Деятельность в советское время
Остался на территории Украины после её занятия Красной Армией, в 1920 был одним из лидеров Украинской коммунистической партии (независимых). Являлся советником митрополита Украинской автокефальной православной церкви (УАПЦ) Василия Липковского и благовестником («проповедником») в УАПЦ, не признанной каноническими православными церквями. Организатор Пастырских курсов в Киеве. Был одним из главных идеологов украинской церковной автокефалии, приверженцем христианского социализма. В октябре 1927 года — председатель второго Всеукраинского собора УАПЦ. Работал в историко-филологическом отделении Всеукраинской Академии наук (ВУАН), был профессором медицинского и политехнического институтов в Киеве, преподавал на социально-экономических курсах.

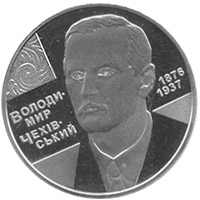
Монета НБУ

## Арест, заключение, расстрел
29 июля 1929 арестован по делу «Союза освобождения Украины» (по этому делу проходили ряд известных представителей украинской интеллигенции). 19 апреля 1930 приговорён к расстрелу, заменённому 10-летним заключением. Отбывал наказание в Хабаровском и Ярославском политизоляторах, с 1933 — в Соловецком лагере особого назначения, в 1936 дополнительно приговорён к трём годам лишения свободы. 3 ноября 1937 расстрелян по приговору тройки УНКВД Ленинградской области.
Посмертно реабилитирован Верховным Судом УССР 11 сентября 1989 года.

## Труды
Автор богословских и церковно-исторических трудов, в том числе: «Киевский митрополит Гавриил Банулеско-Бодони» (1905); «За Церкву, Христову громаду, проти царства тьми» (1922, второе издание — Франкфурт-на-Майне, 1947); «Борьба чехов за свободу и правду во времена Гуса», «Кому служит церковное панство на Украине», «Основы освобождения Церкви из-под власти князей тьмы», «Церковное панство на Украине», статей в изданиях «Україна» и «Церква і життя».

## Память о Чеховском
В 2006 году Национальный банк Украины выпустил монету номиналом 2 гривны с портретом Чеховского.